# Prostitución en Inglaterra durante la Edad Moderna

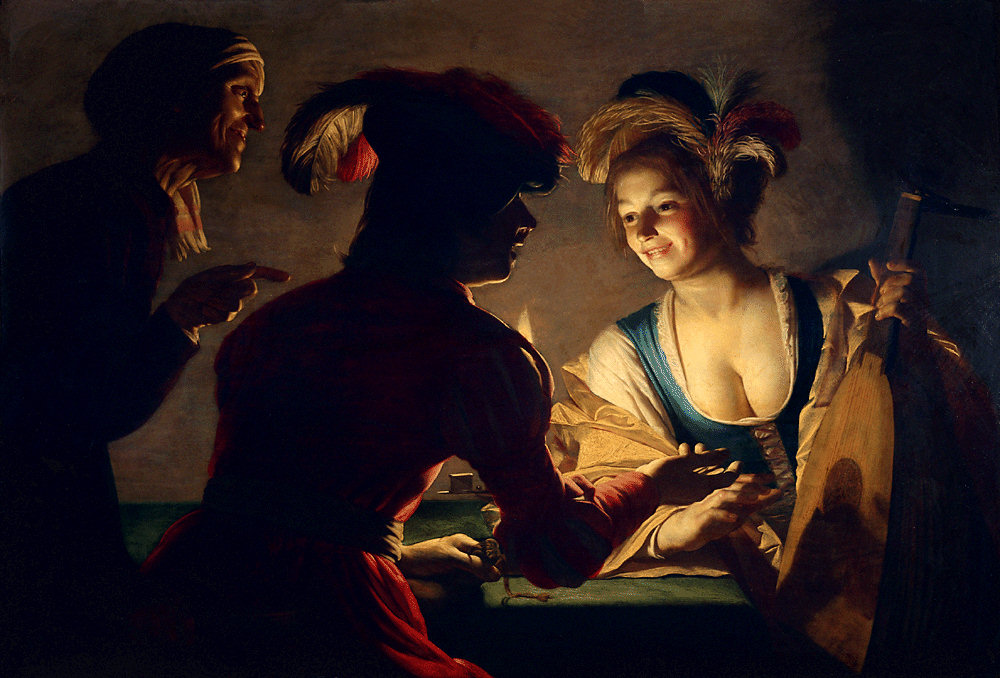
El cuadro La alcahueta, óleo sobre tela del pintor neerlandés Gerard van Honthorst (1625), representa una joven risueña con tocado de plumas (símbolo del libertinaje) y un laúd (que aboga la lujuria). La luz de la vela sobre la mesa enfatiza su escote provocativo. Frente a ella se recorta la silueta del cliente con una bolsa de dinero y ofreciéndole unas monedas, mientras a la izquierda la vieja alcahueta de pie observa y señala satisfecha la transacción.

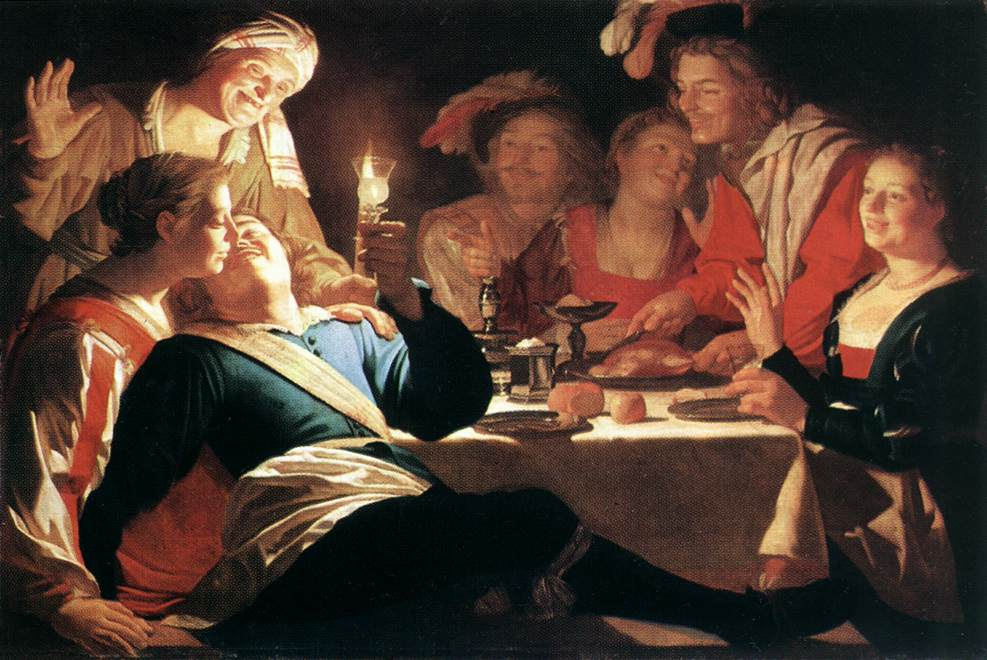
Otro lienzo de Gerard van Honthorst, titulado Alegres compañías, aunque se conoce popularmente como El hijo pródigo (1622). Ubicado en la Pinacoteca Antigua de Múnich, muestra a un grupo de bebedores en tono festivo, tema habitual de la pintura del Siglo de Oro neerlandés.

La prostitución en Inglaterra durante la Edad Moderna se definió por una serie de intentos de monarcas y funcionarios del gobierno de prohibir que la gente trabajara en el comercio sexual. Hubo un flujo y reflujo de las órdenes de prohibición, que estuvieron separadas por periodos de indiferencia a varios niveles del gobierno inglés. Zonas como Southwark, en Londres, que habían cultivado una reputación como centro de prostitución y entretenimiento, originalmente fuera de la jurisdicción de Londres, se incorporaron a la ciudad durante el período moderno temprano. Algunos negocios ilícitos de estas zonas siguieron ofreciendo sus servicios a los clientes interesados de forma más discreta, pero muchos burdeles y negocios relacionados resurgieron en zonas menos llamativas de Londres, disfrazados de otro tipo de negocios.
Las prostitutas representaban un amplio abanico de clases económicas y sociales en la Inglaterra de principios de la Edad Moderna. Las mujeres entraban en el comercio sexual por diversas razones, pero el factor principal era la pobreza, que podía referirse a alguien nacido en una familia de clase baja, que recurría a la prostitución como medio de supervivencia o para intentar ascender en el escalafón social, creándose una vida mejor. También puede referirse a alguien nacido en el seno de una familia de clase social alta que, por diversas razones, ya no disfrutaba de una gran riqueza o estatus. No existe una única versión estereotipada de prostituta en la Inglaterra de principios de la Edad Moderna.
Las ilustraciones utilizadas aquí representan conocidas obras creadas por artistas neerlandeses del Siglo de Oro. Muchos pintores holandeses trabajaron extensamente en Inglaterra. Como resultado, los artistas estaban familiarizados con la vida en Inglaterra, y su trabajo era bien conocido entre la clase educada inglesa. Los artistas holandeses del Siglo de Oro preferían escenas que representaran la vida cotidiana, y las pinturas de "compañías alegres" eran un género común de su obra. Representan escenarios y temas comunes de las tabernas y posadas de toda Europa occidental, durante el período moderno temprano, pero no deben tratarse como una representación literal, específica sólo de Inglaterra.

## Antecedentes históricos
La información sobre la prostitución en Inglaterra antes de la conquista romana es escasa, pero bajo la ley romana, como en el resto del imperio, la prostitución en Inglaterra estaba autorizada y regulada como un negocio legal. Aunque la prostitución era legal, muchas prostitutas eran esclavas, y a las prostitutas libres se les negaban los derechos otorgados a muchos otros ciudadanos romanos. Inicialmente, el control directo de los romanos era mínimo, pero la cultura britana, especialmente en el sur de Inglaterra, estaba fuertemente influenciada por Roma. A partir del año 43, Roma intentó conquistar Britania y establecer un sistema de gobierno más formalizado. El control romano directo de Britania continuó hasta aproximadamente el año 410.
En la Europa medieval, la regulación de la prostitución se hacía con el objetivo primordial de mantener el orden social. El bienestar proporcionado por operar en un mercado regulado, en comparación con un mercado negro, para las personas que trabajaban en el comercio sexual no era una preocupación seria. Las decisiones sobre la regulación de la prostitución en la Inglaterra medieval se llevaron a cabo en gran medida a nivel local de gobierno. Aunque había algunas excepciones.
La prostitución no estaba legalmente reconocida en la mayoría de las ciudades de Inglaterra. Southwark era la excepción, pero el resto de ciudades y pueblos solían hacer muy poco por hacer cumplir seriamente su prohibición. En 1310, se ordenó por decreto real el cierre de todos los burdeles de Londres. Hacia 1393, se toleraban en el barrio londinense de Cock's Lane. Los stews (casas de baños públicos que también operaban como burdeles) fueron prohibidos en Londres en 1417 en un esfuerzo por evitar que se extendieran desde Southwark al resto de la ciudad. En 1506, se ordenó el cierre de 18 stews legales en Southwark durante un periodo de tiempo, mediante una orden emitida por el gobierno central del rey.

## Prostitución y cristianismo en la Europa occidental medieval
Las enseñanzas de la Iglesia condenaban el acto de la prostitución, y se prohibía enterrar a las prostitutas en los cementerios cristianos. San Agustín y  Santo Tomás de Aquino, destacados eruditos e influyentes cristianos, consideraban la prostitución un mal necesario. Agustín afirmó que «si acabáis con las rameras, el mundo se convulsionará de lujuria», y «quitad la cloaca y llenaréis el palacio de contaminación... quitad las prostitutas del mundo y lo llenaréis de sodomía» es una cita que se atribuye a Tomás de Aquino. La Iglesia calificaba de sodomía cualquier acto sexual que no tuviera como fin la procreación. Además, Aquino sostenía que no era inmoral que las instituciones se beneficiaran de la prostitución, siempre que las ganancias redundaran en beneficio de una causa justa.
En 1286, el rey Eduardo I concedió oficialmente a la Iglesia la responsabilidad de castigar los «delitos sexuales», pero los tribunales laicos procesaron cada vez más a personas por delitos relacionados con la prostitución y el comercio sexual, a partir de principios de la Edad Moderna. Las políticas anteriores consistían en gran medida en la indiferencia, combinada con una aplicación poco entusiasta o la restricción a determinados barrios o calles de la ciudad (Southwark), donde estaba regulada. Southwark era administrado directamente por el obispo de Winchester, y la iglesia comenzó a conceder licencias y a gravar los burdeles como fuente de ingresos. El bienestar proporcionado por operar en un mercado regulado, en comparación con un mercado negro, para las personas que trabajaban en el comercio sexual no era una preocupación seria. Las decisiones sobre la regulación de la prostitución en la Inglaterra medieval se llevaron a cabo en gran medida a nivel local de gobierno. Aunque había algunas excepciones.
La prostitución no estaba legalmente reconocida en la mayoría de las ciudades de Inglaterra. Southwark era la excepción, pero el resto de ciudades y pueblos solían hacer muy poco por hacer cumplir seriamente su prohibición. En 1310, se ordenó por decreto real el cierre de todos los burdeles de Londres. Hacia 1393, se toleraban en el barrio londinense de Cock's Lane. Los stews (casas de baños públicas que también operaban como burdeles) fueron prohibidos en Londres en 1417 en un esfuerzo por evitar que se extendieran desde Southwark al resto de la ciudad. En 1506, se ordenó el cierre de 18 stews legales en Southwark durante un periodo de tiempo, mediante una orden emitida por el gobierno central del rey.

## La prostitución durante los Tudor (1485-1603)

### Enrique VII
Los burdeles, durante el reinado de Enrique VII, eran a menudo llamados «stews». Estaban situados en Southwark, en la orilla sur del río Támesis, al otro lado de Londres, entre Maid Lane y Bankside. Southwark y Londres estaban conectados por el Puente de Londres, el único cruce permanente del Támesis en aquella época. La ubicación del puente probablemente influyó en el desarrollo de Southwark como barrio rojo. Además, la región era conocida por la caza de osos y toros, así como por sus teatros y salas de música. Más adelante, en el siglo XVI, se construiría en Southwark el teatro The Globe, famoso por las obras de William Shakespeare. Una de las explicaciones del término stew (estofado) para describir las casas de baños y burdeles de Southwark es que su origen estaría en los estanques situados cerca de las casas de baños, donde el obispo de Winchester criaba peces. Otra explicación es que el nombre procede de la palabra francesa estuwes, que significa estufa, ya que se utilizaban estufas para calentar el agua en las casas de baños. En 1506 (o posiblemente en 1503), los casos de sífilis empezaron a aumentar y el rey Enrique VII cerró los stews en un intento de reducir los casos. Algunos líderes protestantes a menudo presentaban a las prostitutas, no como almas perdidas que necesitaban ser guiadas a través de las enseñanzas de Cristo, sino como personas intrínsecamente inmorales, que necesitaban ser condenadas y castigadas.
El cambio del catolicismo al protestantismo coincide con un importante brote de enfermedades venéreas (de transmisión sexual). El brote tuvo un impacto significativo y negativo en la salud pública. Es probable que influyera en las actitudes de los protestantes hacia la prostitución, pero no se sabe con exactitud el alcance de esa influencia. En general, el público culpaba a las prostitutas de facilitar el brote, y éstas eran rechazadas y a veces ridiculizadas y escarnecidas públicamente.
Las multas actuaban como un impuesto informal y una fuente de ingresos para los gobiernos locales. No se hizo ningún esfuerzo real por eliminar el comercio carnal. Finalmente, en 1546, Enrique VIII ordenó el cierre de todos los burdeles, incluso los de Southwark. La orden de prohibición fue el resultado de una confluencia de acontecimientos, entre ellos el aumento del número de casos de sífilis, los esfuerzos por reducir la delincuencia y restablecer la ley y el orden en las zonas con una alta concentración de burdeles, y el cambio de actitudes sociales con respecto a la prostitución. Los propietarios de burdeles se adaptaron a la situación trasladándose a zonas más discretas de Londres, disfrazándose de simples tabernas. La mayoría se trasladó a Cokkes Lane, Petticoat Lane y Gropecunte Lane en Cheapside, pero Southwark siguió siendo conocido como un lugar al que acudir en busca de entretenimiento ilícito.
Enrique VIII murió en 1547, y su hijo Eduardo asumió el trono como Eduardo VI, rey de Inglaterra e Irlanda, con solo nueve años en el momento de su coronación. Murió antes de alcanzar la madurez, por lo que Inglaterra fue gobernada por un consejo de regencia mientras duró su reinado. En 1550, con John Dudley, primer conde de Warwick, al frente del consejo de regencia, se revocó la orden de Enrique VIII de cerrar los burdeles de Southwark, pero la zona se incorporó oficialmente a la ciudad de Londres. Los funcionarios del gobierno local de Londres llevaban mucho tiempo intentando controlar Southwark y librarla de la prostitución y el juego.
En 1583, un edificio de Southwark se derrumbó, matando a varias personas e hiriendo a muchas otras que se encontraban dentro en ese momento. El trágico suceso ocurrió un domingo, y algunos puritanos afirmaron que se trataba de un «juicio de Dios». Las nuevas actitudes sociales y las políticas gubernamentales relativas a la prostitución empujaron este comercio a la clandestinidad, esparciendo burdeles ocultos por las ciudades. La aplicación de la ley era difícil y a menudo ineficaz.

### María I
El 24 de noviembre de 1553, el sacerdote Thomas Sothwood, que recibió el alias de Parson Chekyn de la abadía de San Nicolás Cole en Olde Fish Street, fue declarado culpable de ofrecer a su esposa a cambio de dinero. Aunque a los párrocos no se les permitía casarse, algunos ignoraban las enseñanzas de la Iglesia y lo hacían de todos modos, como Parson Chekyn. Se le castigó con el escarnio público, haciéndole desfilar por las calles de Londres en el distrito de Queenhithe. Se le hizo pasear por la ciudad en un carro, para avergonzarle.
En el último año de su reinado, la reina María I intentó castigar a prostitutas y vagabundos. Hacía correr a los deshonestos en una cinta para generar energía que se utilizaba para moler trigo. Las prostitutas golpeaban el cáñamo en un bloque con pesados mazos de madera. Esto molestaba a muchos hombres ya que tenían menos putas para elegir. En ocasiones se organizaban redadas y las prostitutas eran «liberadas» y volvían a ejercer la prostitución.

### Isabel I
Las diferentes tácticas de prostitución durante la época de Isabel I hacían que las prostitutas buscaran trabajo frente a las tabernas de los muelles, los jardines e incluso las iglesias. Algunas mujeres incluso trabajaban solas y de guardia. Los clientes que frecuentaban a una prostituta concreta podían pagar a un cabeza de familia una cuota para alojar a esa prostituta y facilitar así el acceso a ella. Uno de los mayordomos del embajador francés tenía un acuerdo de este tipo, al igual que William Brooke, décimo barón de Cobham.
A finales de la época isabelina también existía una preocupación pública por la prostitución y la sexualidad femenina. Comedias urbanas como Englishmen for My Money, del dramaturgo William Haughton, mostraban la preocupación pública por limitar la sexualidad femenina y la actividad económica en ciudades urbanas como Londres. Aunque estas comedias eran ficticias, retrataban la verdadera preocupación del público por el aumento de la prostitución y la soltura de las damas durante los siglos XVI y XVII. Muchas de estas comedias urbanas se centraban en las «mujeres solteras», que es como llamaban a las prostitutas, que practicaban sexo prematrimonial, muy mal visto en la sociedad.
A medida que estas obras se hicieron más populares, empezaron a centrarse en los gastos frívolos de las mujeres, casadas y solteras, y en cómo eran castigadas sexualmente, normalmente a través del coito anal, para corregir sus errores. Los autores masculinos de estas obras intentaban hacer hincapié en el creciente problema de la sexualidad femenina abierta para recuperar el control de la sociedad e intentar hacerla más «correcta». Según el pensamiento de estos hombres, si pudieran mostrar cómo las mujeres que hacen alarde de sus gastos y ganancias a través de esfuerzos sexuales acaban siendo castigadas, sería menos probable que otras mujeres siguieran ese camino.

## La prostitución durante los Estuardo y el Protectorado (1603-1707)

### Jacobo I y Carlos I
Jacobo I, el primer rey de la Casa de Estuardo de Inglaterra de 1603 a 1625, era conocido por no tener intereses personales en la prostitución en Inglaterra. Durante este periodo, era habitual que los hombres que infringían la ley inglesa fueran marcados con la letra R. Jacobo I consideró la posibilidad de ampliar esta forma de castigo, y creyó que las prostitutas debían ser las siguientes en recibir esta forma de humillación pública. Para reducir aún más el número de burdeles en Inglaterra, también aprobó numerosas redadas en la década de 1620. Esto se consideró una táctica dirigida contra los burdeles de la capital. Aunque las redadas se consideraron un fracaso a largo plazo, los documentos demuestran que diecinueve mujeres fueron acusadas de ser propietarias de burdeles y arrestadas en un solo día durante agosto de 1620.
Su sucesor, Carlos I de Inglaterra, era conocido por mantener las mismas normas hacia la prostitución que los monarcas que le precedieron. Uno de sus objetivos era reducir la «prostitución abierta» que se extendía por toda la ciudad. Para ello, pidió al Lord Chief Justice que tomara cartas en el asunto de la prostitución. Esto hizo que el Lord Chief intentara detener la propagación de la «prostitución abierta», pero al final, los burdeles y sus trabajadoras siguieron prosperando en la ciudad.

### Oliver Cromwell
Tras el final de la Guerra Civil inglesa, la monarquía fue disuelta durante un tiempo y se instauró la Mancomunidad de Inglaterra (Commonwealth), liderada por Oliver Cromwell, quien mandó los ejércitos del Parlamento contra la Monarquía, y acabó por convertirse en Lord Protector de la Commonwealth a finales de 1653. En la época de Cromwell como Lord Protector surgieron importantes dificultades para las prostitutas de Londres. Muchos burdeles pasaron a manos de mercaderes, que los reutilizaron como almacenes. Las zonas típicas en las que las prostitutas buscaban clientes, como tabernas y posadas, estaban muy estrictamente reguladas y eran objeto de frecuentes redadas.

### Carlos II y la reina Ana

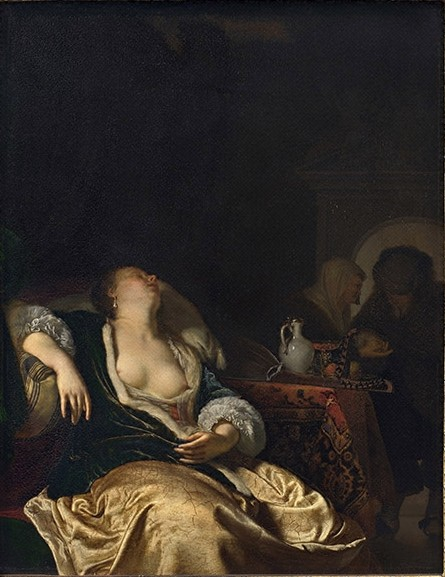
Cortesana durmiente, Frans Van Mieris, 1623.

Tras la restauración de la monarquía, Carlos II de Inglaterra reinó entre 1660 y 1685. Se dice que cuando subió al trono, «la ciudad estalló en una gigantesca fiesta que duraría el resto de su vida». Esto se debió a sus opiniones diferentes de las de los gobernantes que le precedieron. Era sabido que a Carlos II le gustaban los burdeles, y por eso no era tan duro como los anteriores reyes a la hora de condenar la prostitución. Incluso se rumoreó que una de sus amantes, Luisa de Kérouaille, le había contagiado la sífilis. Sin embargo, Carlos II accedió a aumentar el control del Estado sobre la prostitución durante su reinado. Aunque en principio las prostitutas eran vistas como parias apartadas de la sociedad inglesa, hubo una serie de mujeres muy famosas propietarias de burdeles, como Elizabeth Cresswell y Damaris Page, que ascendieron socialmente porque entre sus clientes había muchos hombres influyentes. 
El 9 de mayo de 1661, Carlos II invocó la Proclamación Para la debida Observancia de ciertos Estatutos hechos para la Supresión de Pícaros, Vagabundos, Mendigos, y otras personas ociosas desordenadas, y para el Alivio de los Pobres, que llegaba a otorgar a las autoridades el poder de devolver a los infractores, como las mujeres acusadas de prostitución, a su parroquia de asentamiento legal, aunque muchos consideraban que en la práctica se hacía la vista gorda. En los «disturbios contra las casas desordenadas» de 1668 participaron miles de jóvenes, en su mayoría aprendices y a menudo disidentes religiosos, que asediaron y demolieron burdeles, agredieron a las prostitutas y saquearon las propiedades.
Ana de Gran Bretaña, gobernante entre 1702 y 1707, fue la última monarca perteneciente a la Casa de Estuardo. A principios del siglo XVIII, una de cada cinco mujeres que vivían en Londres ejercía la prostitución. Sin embargo, el creciente número de burdeles en Londres no contaba con el favor de la reina Ana. Esto se debe a que uno de los principios de Ana era su devoción religiosa, ya que era conocida como la «protectora de la Iglesia Anglicana». Mientras que las cortes inglesas anteriores a ella parecían lujosos burdeles, se decía que la de la reina Ana era barata y aburrida, sin más atractivos. Además, la reina Ana era conocida por juzgar a los demás por cómo vivían en privado. Esto se debía a que se sentía atraída por personas consideradas muy religiosas.

## Creencias sexuales en la Inglaterra moderna temprana
Los conocimientos médicos sobre el sexo y la anatomía sexual cambiaron a lo largo de la Edad Moderna. Las descripciones de la anatomía de los genitales humanos estaban escritas originalmente sólo en latín, pero durante este periodo de tiempo, empezaron a traducirse al inglés. Sin embargo, sólo los hombres podían leer estos documentos. Una cultura oral de narración de historias y mitos populares era principalmente la forma en que las mujeres recibían sus conocimientos sobre el sexo.
En la Inglaterra de principios de la Edad Moderna, generalmente se culpaba a las mujeres de los problemas de infertilidad, pero los textos médicos influyentes de la época citan en realidad a hombres y mujeres como igualmente responsables de los problemas de infertilidad. Para los hombres, el texto médico recomienda una dieta rica en cebollas y chirivías para tratar la infertilidad, y para las mujeres, esta era resultado de un útero demasiado seco o resbaladizo y debía tratarse con pesarios o fumigantes. Éste era un mito popular que se utilizaba para explicar por qué las prostitutas no concebían tantos hijos. Los teóricos de la medicina creían que el sexo era necesario tanto para los hombres como para las mujeres para mantenerse sanos. Creían que ambos sexos producían «semilla», y que era de vital importancia regular la cantidad de «semilla» en el cuerpo manteniendo relaciones carnales. Si se acumulaba demasiada «semilla» en el cuerpo, especialmente en los hombres, una persona podía verse abocada a cometer actos depravados o enloquecer de ira. Entre los remedios promocionados como anticonceptivos para las mujeres se incluía una combinación de amapolas de opio, grasa de oca, miel y «la leche de una mujer», o una mujer podía llevar colgando «los testículos de una comadreja castrada en el pecho».